# Драгоценности Кастафьоре
«Драгоценности Кастафьоре» (фр. Les Bijoux de la Castafiore) — двадцать первый альбом из серии «Приключения Тинтина» бельгийского карикатуриста Эрже.
Комикс публиковался еженедельно с 4 июля 1961 года до 13 сентября 1962 года в бельгийском журнале Tintin, а затем был опубликован в сборнике Casterman в 1963 году. В отличие от предыдущих книг о Тинтине, персонажи не выходят за пределы поместья Муленсар.
История повествует о приезде оперной певицы Бьянки Кастафьоре и последующей краже её изумруда.